# Diversions (Waignein)
Diversions is een compositie voor harmonieorkest of fanfareorkest van de Belgische componist André Waignein. Het stuk was een verplicht werk op het Provinciaal kampioenschap van de Vlamo Limburg in 2003.